# Nihat Bekdik
Nihat Bekdik (Istanbul, 17 marzo 1902 – Istanbul, 21 giugno 1972) è stato un calciatore turco, di ruolo difensore centrale.